# Tymawa (województwo pomorskie)
Tymawa (niem. Thymau) – wieś kociewska w Polsce położona w województwie pomorskim, w powiecie tczewskim, w gminie Gniew.
| SIMC    | Nazwa              | Rodzaj     |
| ------- | ------------------ | ---------- |
| 1037608 | Abisynia           | część wsi  |
| 1037614 | Betlejem           | przysiółek |
| 1037672 | Księże Włóki       | przysiółek |
| 1037726 | Osiedle Leśne      | osiedle    |
| 1037784 | Tymawa-Wybudowanie | część wsi  |

Wieś otoczona jest nadwiślańskimi wzgórzami, które oddzielają Tymawę od płynącej w odległości niecałych 2 km na wschód Wisły. Wieś jest siedzibą sołectwa Tymawa w którego skład wchodzą również: Tymawa Wybudowanie, Rzym, Betlejem, Osiedle Leśne, Abisynia i Księże Włóki. Na południe od miejscowości znajduje się Jezioro Tymawskie. Tymawa była siedzibą hiszpańskich cystersów (Kalatrawensów).
Wieś królewska w 1664 roku należała do starostwa gniewskiego. W latach 1975–1998 miejscowość położona była w województwie gdańskim.

## Historia
Miejscowość po raz pierwszy pojawia się w historii w dokumencie księcia lubiszewskiego Sambora II z 1224 (raczej 1227) r. jako Thymaua. W 1230 odnotowano nazwę Thimow, a następnie Thymav (1274), territorio Timauiensi (1274), terra Thimavie (1276),  Tymow (1276), Tymoue (1282) oraz Tymowe (1282-1284), Timava (1283), Tymovia (1326), Tymau (1351 - zapis z dokumentu lokacyjnego wsi), Tymov (1352), Tymow (1437), Thymaw (1444), Thimava (1534), Thimaua, Timaui (Timavi), Timawa (1565) i Timaw (1570), Villa Tymawa oraz Thimawa (1583), Tymavam (1584), Timavam (1596), Timawa (1596), Timave (1598), Tymawa (1598, 1624, 1660, 1682, 1764). Po dokonaniu I rozbioru Rzeczypospolitej przez Prusy Fryderyka II nazwę zgermanizowano na Thimau. W 1920 powróciła nazwa Tymawa, która obowiązuje (z wyjątkiem okupacji hitlerowskiej 1939-1945) do dziś.
W 1227 osiedli tu rycerze zakonni, którzy przyjęli wzorowaną na cystersach regułę z Calatrava. Jak się przypuszcza, do ich zadań należeć mogło strzeżenie lewego brzegu Wisły przed napadami Prusów. W 1230 roku na czele klasztoru stał mistrz z Hiszpanii, Florencjusz. Klasztor upadł przed 1245 rokiem.

## Zabytki
Według rejestru zabytków NID na listę zabytków wpisany jest kościół parafialny pw. św. Michała Archanioła, 1665, nr rej.: A-808 z 17.11.1974. Renesansowy, kryty czterospadowym dachem z szalowaną wieżyczką w części frontowej. Zachowany wystrój z XVII-XVIII wieku.